# Ulla Jacobssonová
Ulla Maj Jacobssonová (23. května 1929 Mölndal – 20. srpna 1982 Vídeň) byla švédská herečka.

## Herecká kariéra
Od roku 1950 působila v Městském divadle v Göteborgu a o rok později debutovala ve filmu. Největší úspěch jí přinesla hlavní ženská role ve filmu Arneho Mattssona Tančila jedno léto, oceněném roku 1952 Zlatým medvědem. Příběh o mladé lásce zničené nepochopením okolí ve své době zaujal také odvážnými nahými scénami. Postavy přitažlivých mladých žen ztvárnila Jacobssonová také v Bergmanově filmu Úsměvy letní noci a v hollywoodské komedii Love Is a Ball. Hlavní ženskou roli hrála v britském historickém velkofilmu Zulu.
V roce 1955 jí byla v západním Německu udělena Cena Bambi.
V roce 1957 se za svým rakouským manželem přestěhovala do Vídně, kde se stala členkou souboru Theater in der Josefstadt. Zemřela ve věku 53 let na rakovinu kostí.

## Filmografie
- 1951 Rozbouřené moře
- 1951 Tančila jedno léto
- 1953 All jordens fröjd
- 1954 Karin Månsdotter
- 1955 Der Pfarrer von Kirchfeld
- 1955 Úsměvy letní noci
- 1956 Píseň o červeném květu
- 1956 Zločin a trest
- 1957 Svědectví Lorenze Darrandta
- 1960 Im Namen einer Mutter
- 1961 Riviera-Story
- 1962 Una domenica d'estate
- 1963 Love Is a Ball
- 1964 Zulu
- 1965 Hrdinové z Telemarku: podle skutečných událostí
- 1967 Každým rokem znovu
- 1968 Adolphe, ou l'âge tendre
- 1974 Jeden z nás dvou
- 1975 Pěstní právo svobody